# KALAN
KALAN je české obojživelné pásové vozidlo vyvinuté společností New Space Technologies ve spolupráci s HZS ČR. Slouží pro zásahy v těžko přístupném terénu a při povodních. Je konstruováno jako víceúčelová platforma pro záchranáře, armádu a další specializované jednotky. Vozidlo bylo vyvinuto společností New Space Technologies.

## Technický popis
Vozidlo má dieselový motor Tatra V12 o výkonu 440 kW. Díky pásovému podvozku a vodním tryskám je schopné pohybu v náročném terénu i na vodě. Konstrukce umožňuje přepravu osob, materiálu nebo specializovaného vybavení.
Základní parametry:
- Délka: 10,2 m
- Šířka: 3,3 m
- Výška: 3,07 m
- Hmotnost: 20 000 kg (prázdné), až 33 000 kg (max.)
- Nosnost: až 13 tun
- Rychlost: až 50 km/h (na souši), 12 km/h (na vodě)
- Kapacita: až 70 osob nebo 12 zdravotnických lůžek

## Možnosti nasazení
- evakuace osob při povodních
- přeprava záchranné techniky a humanitární pomoci
- čerpání vody, hašení požárů (8000 l nádrže)
- vojenské použití (např. přenos zbraňových systémů, radarů)

## Vývoj
Vývoj trval čtyři roky a vycházel z potřeb českých záchranných složek. 
Vozidlo KALAN bylo v roce 2024 předáno k testování do výbavy Záchranného útvaru HZS ČR. Bylo představeno veřejnosti a zaujalo pozornost i celostátních médií.
Vozidlo KALAN bylo poprvé veřejně představeno na veletrhu PYROS v roce 2025. A získalo ocenění za inovaci na veletrhu IDET 2025 v Brně.